# Осада Сансера
Осада Сансера — 8-месячная осада войсками католиков укрепленного оплота гугенотов — города Сансер в рамках Четвёртой гугенотской войны во Франции в 1572—1573 годах.

## Предыстория
В 1529 году Жан Кальвин последовал за протестантским реформатором Мельхиором Вольмаром в Бурж, чтобы продолжить свое юридическое образование под началом Андреа Альчато, итальянца, который был приглашен Франциском I преподавать во Франции. Идеи Кальвина стали популярными в Бурже, и учение о Реформации распространилась по всему региону. Кальвинизм стал влиятельным течением в Сансере к 1540 году. После Амбуазского заговора и резни в Васси (1560), многие гугеноты нашли убежище в Сансере, который стал, наряду с Нимом, Монтобаном и Ла-Рошелью, одним из главных центров Реформации во Франции.
В мае 1562 года Габриэль де Монтгомери, капитан гугенотов, захватил Бурж во время первой Гугенотской войны и разграбил местные церкви и монастыри. Католики ответили репрессиями и распространением насилия. В 1564 году на Сансер было совершено нападение со стороны войск графа Скьярра Мартиненго, венецианца, который был губернатором Орлеана, и Клода де ла Шатра, губернатора Берри. Не имея артиллерии, но вооруженный требюше на вершине холма, город выдерживал атаки в течение пяти недель, пока Мартиненго и Шатр не сняли осаду, решив, что не смогут захватить мятежную крепость. Ещё одно нападение на Сансер произошло в 1568 году, но королевские войска вновь отступили, столкнувшись с сопротивлением гарнизона.

## Осада
На следующий день после Варфоломеевской ночи, 24 августа 1572 года, многие протестанты из окрестностей бежали в замок Сансер. Когда Сансер отказался впустить королевский гарнизон Карла IX, Онора де Буэй, сеньор Рачана, провёл неожиданное нападение на город 9 ноября 1572 года. Город был занят силами Буэя, но гугеноты во главе с мэром Джонанно и капитаном Лафлёром смогли вернуть себе контроль над крепостью после вооруженного противостояния продолжительностью 17 часов.
19 марта 1573 года Клод де ла Шатр, будущий маршал Франции, во главе 7-тысячной армии начал второе полномасштабное наступление против крепости. Арсенал Сансера включал в себя бомбарды, стрелы, копья, камни и масло. Осада была одной из последних в европейской истории, когда сторонами использовались устаревшие требюше и современные аркебузы. Несмотря на численное превосходство католиков и угрозы массовых казней, жители Сансера дразнили нападавших: «Мы боремся здесь, идите и убивайте в другом месте». Католические силы, вооруженные 18 орудиями, обстреливали 400-летние бастионы, пока одна из стен не рухнула на нападавших, погибли 600 человек. После того, как штурм не удался, Шатр удалился в Сент-Сатур, и была начата осада.
Город испытывал страшный голод, жители были вынуждены перейти на поедание крыс, кожи и земли. Были даже отдельные сообщения о каннибализме. Около 500 человек, большинство из них дети, умерли от голода. Осада Сансера сравнивалась с осадой Иерусалима и стала причиной протестов по всей Европе. Польша даже включила пункт о смягчении Францией политики в отношении гугенотов в перечень условий избрания королем Генриха Анжуйского, четвёртого сына королевы Екатерины Медичи.
Герцог Анжуйский сражался под Ла-Рошелью (Осада Ла-Рошели (1572-1573)), когда он получил известие, что был избран королем Польши. Это дало герцогу повод с честью отказаться от бесперспективной осады. 6 июня 1573 года Карл IX подписал мир в Ла-Рошели, закончивший четвертую Гугенотскую войну и гарантировавший французским протестантам религиозную свободу.
25 августа 1573 года, на следующий день после годовщины Варфоломеевской ночи, последний из выживших защитников Сансера покинул крепость. Шатр вошел в пустой город 31 августа и согнал крестьянство из близлежащих районов для сноса крепостных стен. В качестве компенсации за затраты на осаду король Карл IX потребовал 2000 литров сансерского вина.

## Последствия
В 1576—1594 годах провинция Берри увидела ещё немало религиозных конфликтов. Бурж, Вьерзон и Меун встали на сторону Католической Лиги, в то время как Сансер и аристократия графства поддерживали короля. Конфликт закончился после того, как протестант Генрих Наваррский был коронован королем Франции в 1594 году.
Средневековый замок Сансера был разрушен в 1621 году, уцелел только донжон.